# از صمیم قلب
از صمیم قلب فیلمی به کارگردانی بهرام کاظمی و نویسندگی محسن دامادی محصول سال ۱۳۷۹ است.

## خلاصه داستان
دکتر مهرداد قادری با دختر دلخواه خود ثریا اعتمادی ـ که خبرنگار خبرگزاری جمهوری اسلامی است ـ ازدواج می‌کند و دنیا، دختر همسایه، که از کودکی با مهرداد بزرگ شده با اندوه بسیار در مراسم عقد مهرداد شرکت می‌کند. از طریق خبرگزاری به ثریا گفته می‌شود که برای تهیهٔ خبر به بوسنی هرزگوین برود. ثریا به رغم مخالفت مهرداد و مادرش به این سفر می‌رود. اما یک روز خبر مرگ ثریا به اطلاع مهرداد می‌رسد و او دچار ناراحتی روحی می‌شود. دنیا برای کمک به مهرداد بار دیگر وارد زندگی او می‌شود و تلاش می‌کند تا او را به زندگی امیدوار کند. مهرداد با دنیا ازدواج می‌کند اما مدتی بعد ثریا که به اشتباه تصور می‌شد کشته شده به خانه برمی گردد و زمانی که درمی یابد مهرداد همسر دیگری اختیار کرده، خانه را با عصبانیت ترک می‌کند. مهرداد به ثریا می‌گوید که به زودی از دنیا جدا خواهد شد و بار دیگر در کنار او زندگی خواهد کرد. دنیا در ملاقاتی با ثریا به او می‌گوید که از مهرداد باردار است، اما حاضر است به خاطر خوشبختی آن‌ها از او جدا شود. مهرداد در پی ثریا به هتل محل اقامت دنیا می‌رود و پیش از آن که وارد هتل شود آن‌ها را می‌بیند که در کنار یکدیگر از هتل خارج می‌شوند.

## بازیگران
- فریبرز عرب نیا در نقش دکتر مهرداد قادری
- ماهایا پطروسیان در نقش ثریا اعتمادی
- عسل بدیعی در نقش دنیا
- صفا آقاجانی در نقش مادر مهرداد
- منوچهر علیپور در نقش آقای شریفی
- شبنم مقدمی در نقش همکار مهرداد
- ثمره کریمی در نقش آمنه